# Gare de Schopperten
Gare de Schopperten vasútállomás Franciaországban, Schopperten településen.

## Vasútvonalak
Az állomást az alábbi vasútvonalak érintik:
- Berthelming-Sarreguemines-vasútvonal

## Kapcsolódó állomások
A vasútállomáshoz az alábbi állomások vannak a legközelebb:
- Gare de Keskastel
- Gare de Sarre-Union